# Mihály Táborszky
Mihály János Táborszky o János Táborszky (Verbo (Eslovàquia), 1800 - Timisoara (Romania), 1884), va ser un violinista i compositor. Va ser el pare de l'editor musical Nándor Táborszky (1835-1893).

## Biografia
Va causar enrenou a Pest el 1827 fundant un dels primers quartets de corda a Hongria. A part de Táborszky, els membres de l'orquestra del Teatre Alemany de Pest City van formar l'orquestra de cambra: el segon violinista del conjunt va ser György Adler (1789–1862), el viola era un tal Pfeiffer (possiblement Pfeifer), el violoncel·lista va ser el primer, Borzaga, després József Vágner (1791–1858). En els seus concerts, així com a les vetllades en solitari de Táborszky i Vágner, el jove Ferenc Erkel feia ocasionalment l'acompanyament de piano. Acostumaven a tocar els quartets dels mestres clàssics vienesos –Mozart, Haydn, Beethoven i altres–, però el 1834 Táborszky també va oferir vetllades de violí solista. També actuaven sovint a les vetllades del comte József Brunswick (1776–1832), que era un bon cornista, que va ser llogater del teatre alemany entre 1819 i 1821. El 1834, la seva banda es va convertir en el quartet de corda resident del Casino Nacional, i el 1838 es van expandir en un quintet (Táborszky, Härtl, Kichlehner, Pfeiffer, Vágner). La banda es va dissoldre al voltant de 1838-1839 (això podria ser perquè la salut de Vágner es va deteriorar fins a tal punt en aquesta època que va haver de renunciar a la seva carrera musical, i Adler va ser nomenat llavors director de música de l'església).
La peça per a violí que va compondre, Változatok egy magyar népdalra, va ser presentada per Erkel a Pest el 1837.Un dels seus alumnes va ser el violinista Mihály Jáborszky.